# Christian Oeyen
Christian Oeyen (* 1934 in Antwerpen) ist ein deutscher alt-katholischer Theologe.

## Leben
Er wuchs in Argentinien auf. Nach dem Studium der katholischen Theologie in La Plata und Rom empfing er 1958 die Priesterweihe in der römisch-katholischen Kirche. Nach der Promotion 1961 in Theologie wechselte er 1967 in das Katholische Bistum der Alt-Katholiken in Deutschland. Er war wissenschaftlicher Mitarbeiter am Bonner Alt-Katholischen Seminar und als Pfarrer in Konstanz (1967–1972).
Nach der Habilitation 1972 in Bern lehrte er von 1972 bis 1996 als Professor und Direktor des Altkatholischen Seminars der Universität Bonn.
In der Familiensportgemeinschaft (FSG) Lichtkreis Köln e.V. engagierte er sich in der Freikörperkultur in 1987 als Vorsitzender und 1994 als 1. Vorsitzender im Vorstand und ebenso im Bauleitungsausschuss für das neue Vereinsheim. In der Festschrift zum 70-jährigen Vereinsbestehen schrieb er neben dem Grußwort des Oberbürgermeisters Norbert Burger ein Geleitwort, über den Einsatz für die Umwelt und über den Vereinsheim-Neubau.

## Schriften (Auswahl)
- Las potencias de dios en los dos primeros siglos cristianos. I Acerca de la pneumatologia de Clemente Alejandrino. Buenos Aires 1963, OCLC 871457806 (zugleich Dissertation, Gregoriana 1961). deutsche Übersetzung: Internationale Kirchliche Zeitschrift 55 (1965), 102–120 und 56 (1966), 27–47.
- Stellungnahme zur Anfrage der Internationalen Bischofskonferenz über das Diakonat der Frau. In: Alt-Katholische Kirchenzeitung 8/1982, 1.